# کارواش

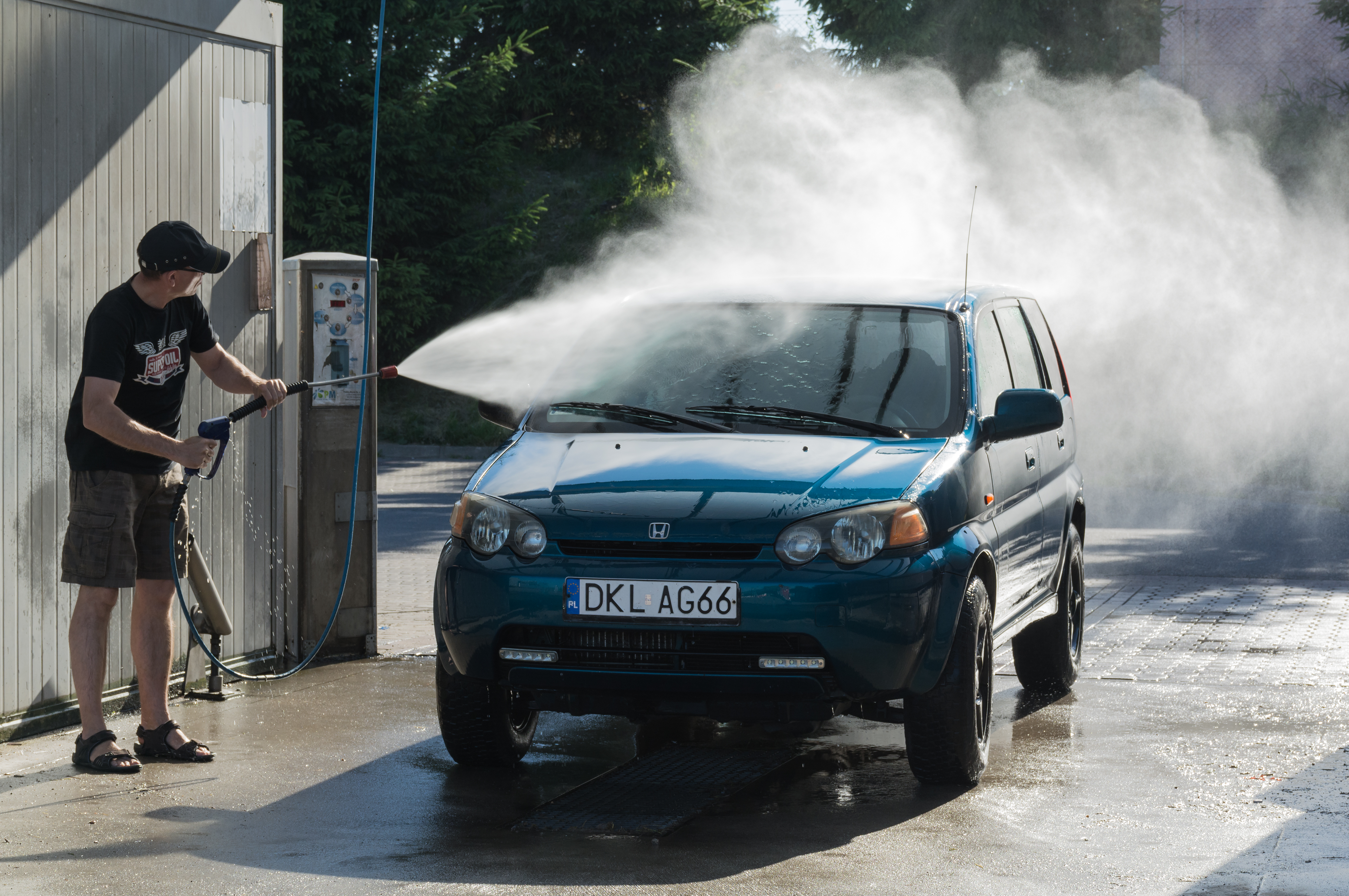
کارواشی در لهستان

خودروشویی یا کارواش (به انگلیسی: car wash) مکانی برای شست‌وشوی بیرون و گاهی داخل وسایل موتوری است. کارواش‌ها می‌توانند دستی یا خودکار باشند.

## تاریخچه
اولین حق ثبت اختراع ایالات متحده برای شستشوی ماشین مکانیزه در سال ۱۹۰۰ ثبت شد. اولین کارواش نیمه اتوماتیک در ایالات متحده در سال ۱۹۴۶ در کارخانه ای در دیترویت که از سیستم‌های قرقره اتوماتیک و مسواک زدن دستی استفاده می‌کرد، شروع به کار کرد.
در اواخر دهه ۱۹۶۰، برخی از کارواش‌ها شروع به استفاده از مدل‌های «flex-serve» کردند تا مشتریانی را که نظافت کامل داخلی و خارجی را نمی‌خواستند، که در آن امکاناتی مانند جاروبرقی و جزئیات دستی در نزدیکی خروجی به‌عنوان یک سرویس اختیاری ساخته می‌شد، استفاده کنند.

## انواع کارواش
به‌طور کل کارواش‌ها در دو نوع دستی و اتوماتیک قرار می‌گیرند.

### کارواش دستی

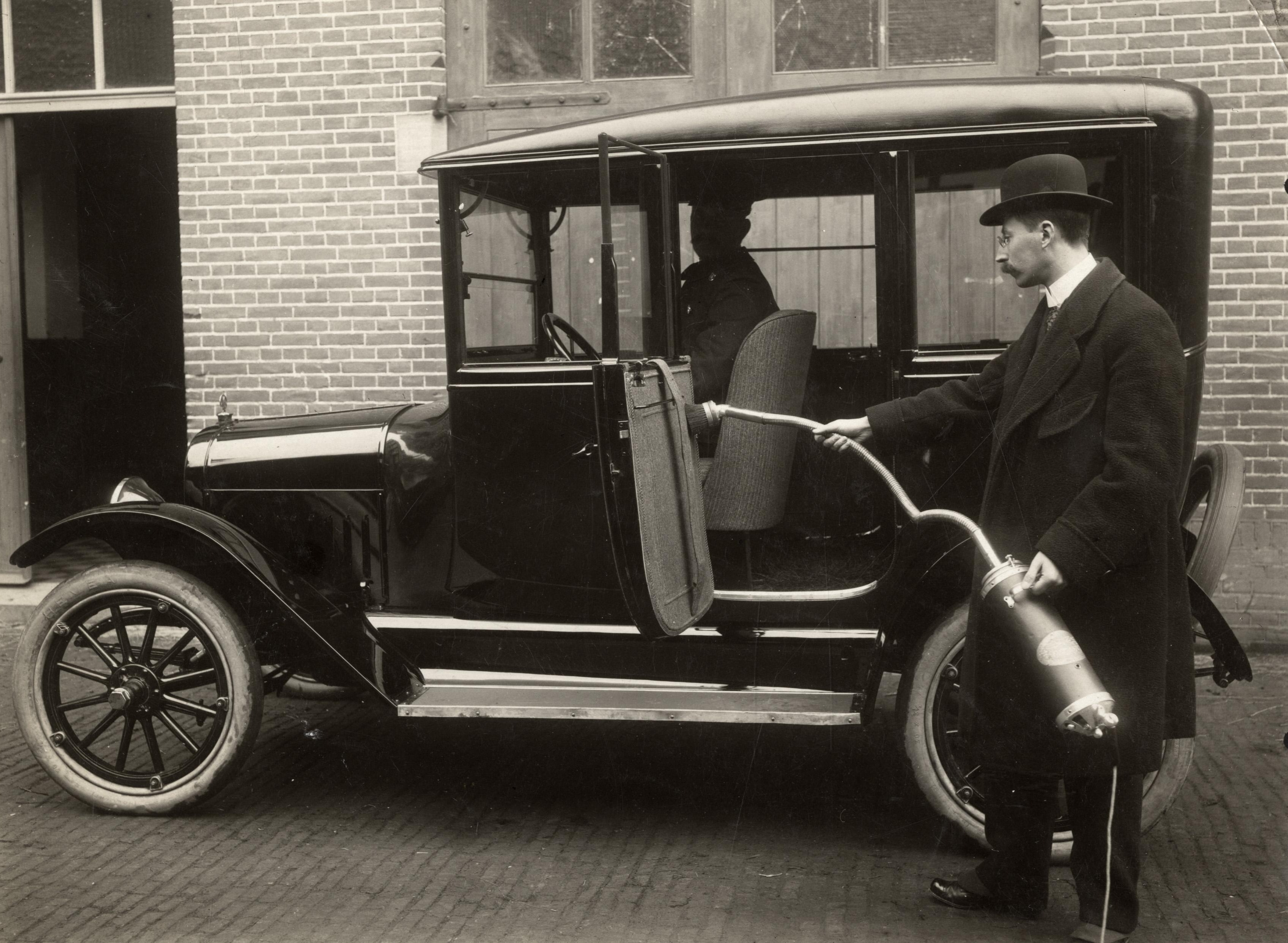
مردی درحال دیتیلینگ خودرو در سده بیستم

در این روش شستشوی اتومبیل‌ها با استفاده از دستگاه واترجت صنعتی صورت می‌پذیرد. این دستگاه‌ها قادر هستند دبی و فشار گسترده‌ای را تولید نمایند اما دستگاه استفاده شده به منظور شست و شوی اتومبیل‌ها باید فشار در حدود (۱۶۰ الی ۲۰۰ بار) را تأمین نماید. در این صورت بدون آسیب به بدنه خودو شست وشو به صورت دقیق و آسان انجام می‌شود. دستگاه واترجت صنعتی با افزایش فشار آب به وسیله یک پمپ فشار قوی آب را به فشاری چندین برابر می‌رساند و به این ترتیب آب به ماده ای قوی برای از میان برداشتن آلودگی‌ها تبدیل می‌گردد.

### کارواش اتوماتیک

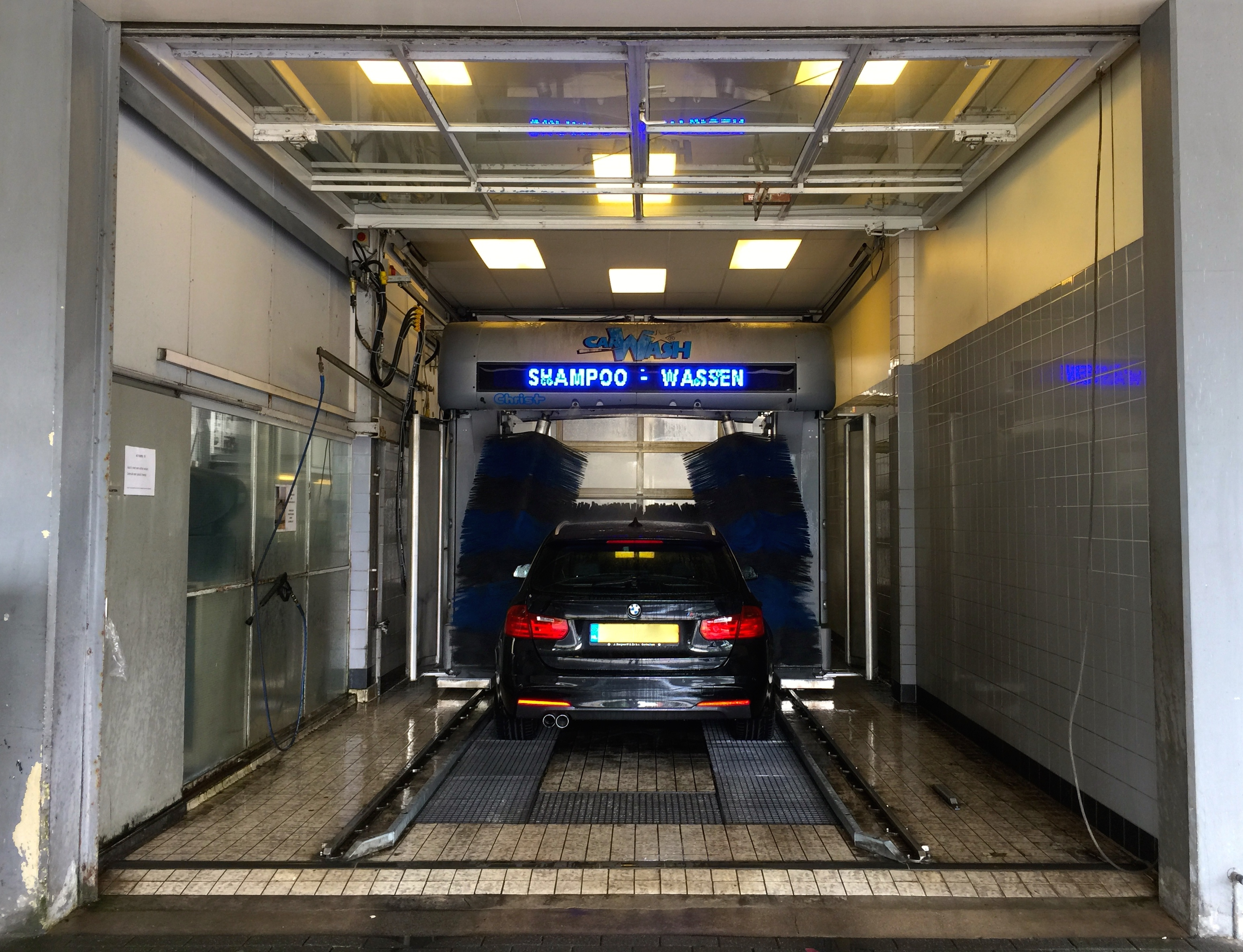
خودروشویی تونلی.

در این دسته کارواش‌ها شست وشوی اتومبیل‌ها به صورت کاملاً مکانیزه صورت می‌پذیرد. برای شست وشوی ماشین‌های سواری، ماشین‌های سنگین و ون می‌توان از این نوع کارواش استفاده نمود، تنوع کارواش‌های اتوماتیک زیاد بوده و این امکان را فراهم می‌آورد تا متناسب با محیط و شرایط نسبت به احداث کارواش مناسب عمل شود.

### مزایای بهره‌مندی از کارواش اتوماتیک در مقایسه با نوع دستی

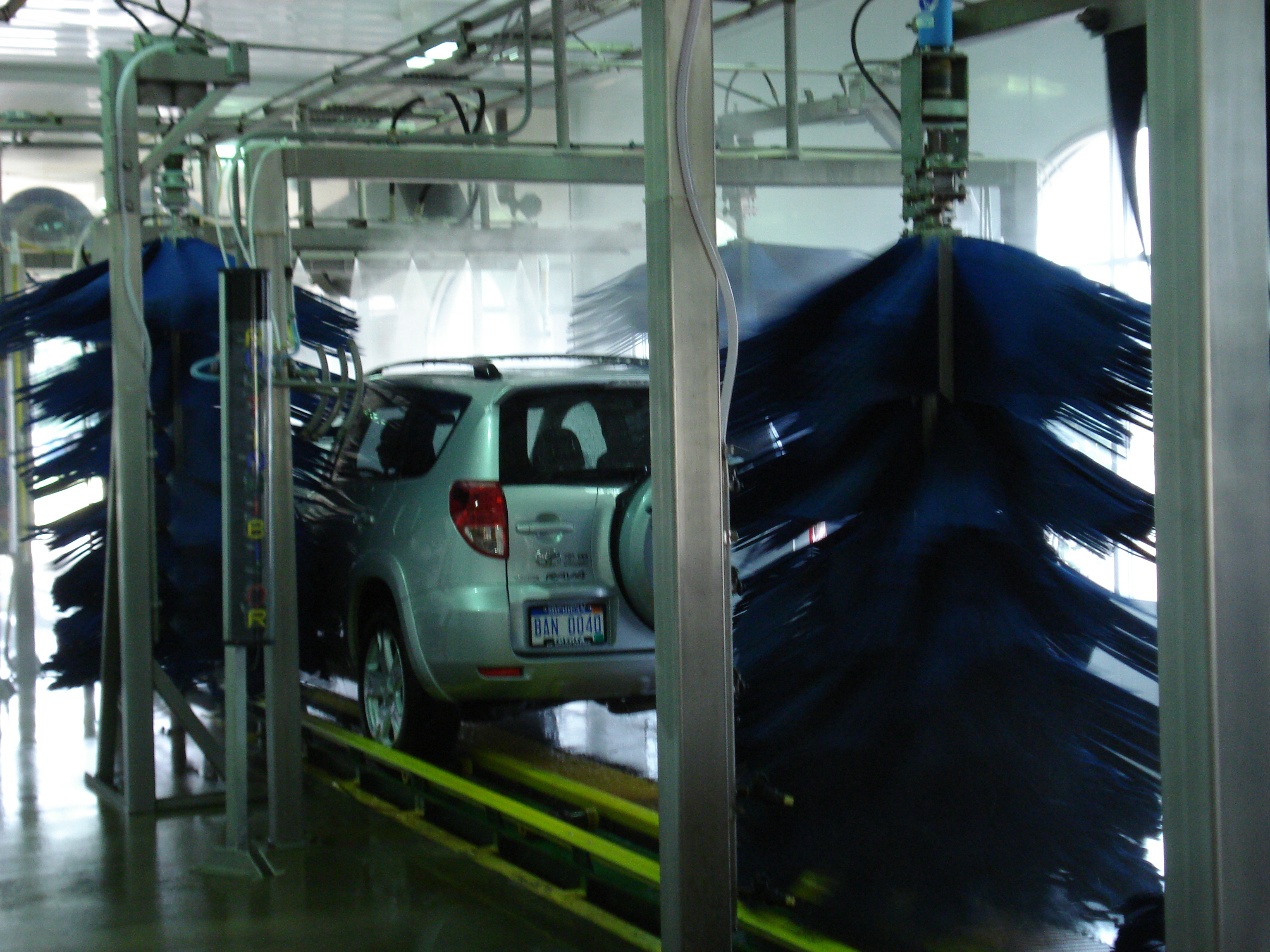

شستشوی ماشین با کمک کارواش اتوماتیک، میزان مصرف آب و مواد شوینده را به طرز چشم‌گیری کاهش می‌دهد به علاوه امکان اتصال به سیستم‌های تصفیه آب می‌تواند موجب استفاده از آب تصفیه به منظور انجام عملیات شستشو گردد. علاوه بر این به علت انجام عملیات شستشو به صورت کاملاً تخصصی امکان آسیب به بدنه و رنگ ماشین کاهش می‌یابد.

### انواع کارواش اتوماتیک
از جمله انواع کارواش‌های اتوماتیک می‌توان به موارد زیر اشاره نمود:

#### کارواش دروازه ای
نوعی از کارواش‌های اتوماتیک است که ماشین ثابت مانده و ربات بر روی خودرو حرکت می‌کند. در این سری از کارواش‌های اتوماتیک، سیستم فوم پاش، برس‌ها، سیستم آبکشی و خشک کن‌ها تماماً بر روی یک ربات نصب شده‌اند. امروزه با توجه فضای کم مورد نیاز دروازه ای‌ها (حدود ۵۰ متر مربع) و همچنین صرفه جویی در وقت و مصرف آب، دروازه ای‌ها از پرطرفدارترین کارواش‌های خودکار می‌باشند.

#### کارواش تونلی
که با استفاده از تسمه نقاله خودرو را از میان تعدادی دستگاه‌های شست‌وشوی ثابت عبور می‌دهد.

### انواع دیگر کارواش‌ها
- کارواش نانو یا کارواش بدون آب یا خودروشویی بدون آب: در این نوع شستشو از مواد شوینده شیمیایی برای شستن و پولیش کردن خودرو استفاده می‌کند.
- کارواش بخار یا خودروشویی بخار: یک روش جدید و کم مصرف است که با بخار خشک و مرطوب برای شستشوی خودرو از آن استفاده می‌شود
- کارواش نانو بخار یا خودروشویی نانوبخار: در این شستشو از بخار و مواد نانو شوینده برای شستشوی خودرو استفاده می‌شود.
- کارواش سیار یا خودروشویی سیار: انواع شستشوی کارواش خودرو در روش کارواش سیار می‌تواند استفاده شود که با استفاده از موتور و وانت بار می‌توان در محل شستشو حضور پیدا کرد و خودرو را در محل مورد نظر شستشو داد.

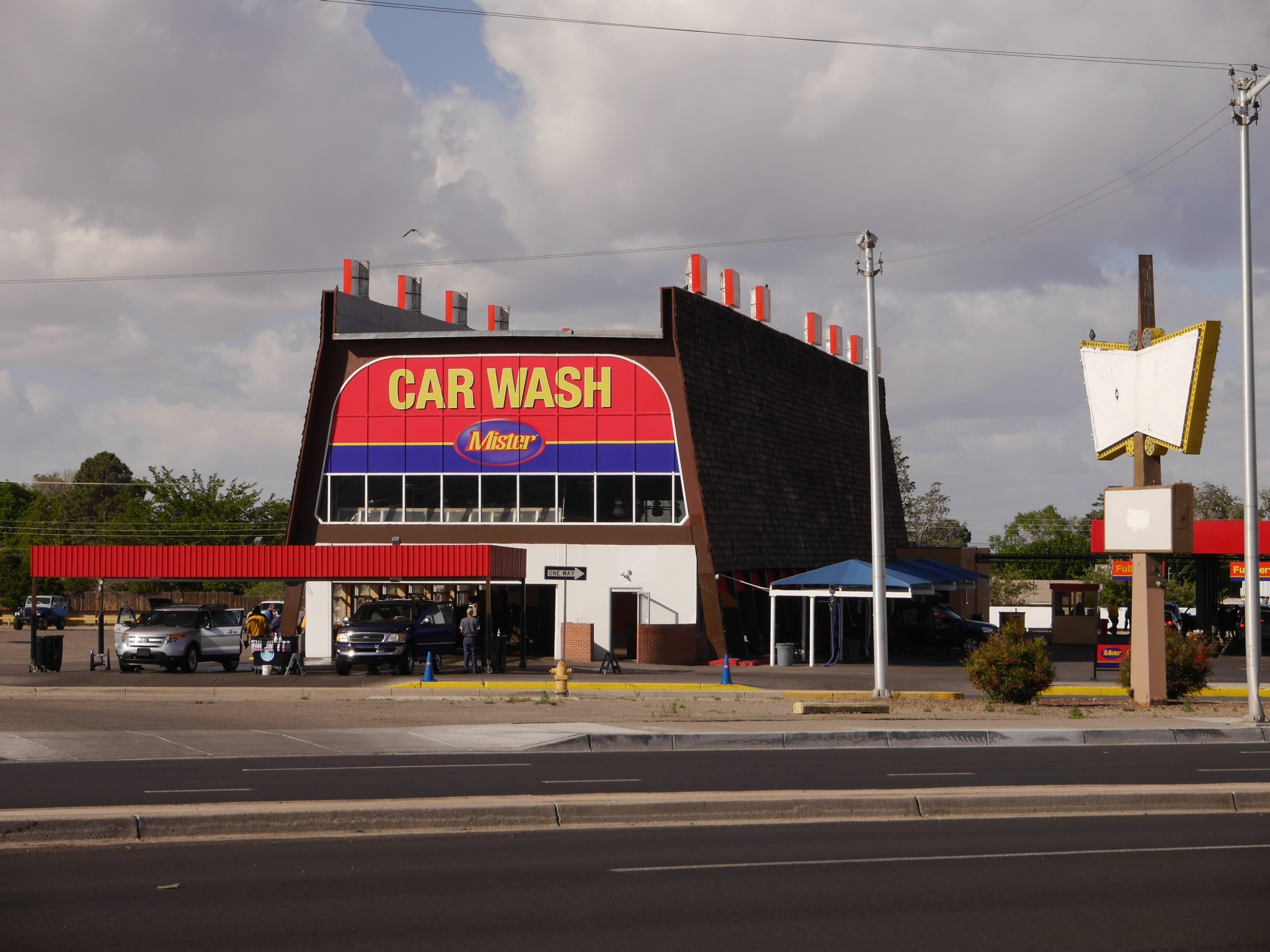
مستر کارواش (Mister Car Wash) جزو بزرگ‌ترین کارواش‌های جهان در ایالت نیومکزیکو

## شست وشو در کارواش اتوماتیک
صرف نظر ار نوع کارواش، مراحل شست وشوی ماشین در کارواش‌ها یکسان می‌باشد. این مرحله از پیش شویی آغاز می‌گردد. به این ترتیب که ماشین ابتدا با آب پرفشار پیش شویی می‌شوند تا آلودگی‌های درشت از روی بدنه برداشته شود. در مرحله بعد با استفاده از نازل‌های مخصوص مواد شوینده بر روی ماشین پاشیده می‌شوند این مواد باید دارای ویژگی‌های مخصوصی باشند تا به رنگ بدنه ماشین آسیب وارد نگردد. سپس ماشین با پاشش آب پرفشار شسته می‌شود. اما نکته مهم که از مزایای شستشوی ماشین به شیوه مکانیزه می‌باشد، مرحله واکس زنی و خشک کردن اتومبیل است که در روش دستی نمی‌تواند با کیفیت مناسبی صورت پذیرد. در مرحله آخر واکس و مواد جلادهنده بر روی ماشین پاشیده شده و توسط دستگاه خشک کن، خشک می‌گردد. به این ترتیب علاوه بر برجای نماندن لکه بر روی بدنه پس از خشک شدن واکس یک دست بر روی بدنه قرار می‌گیرد. 

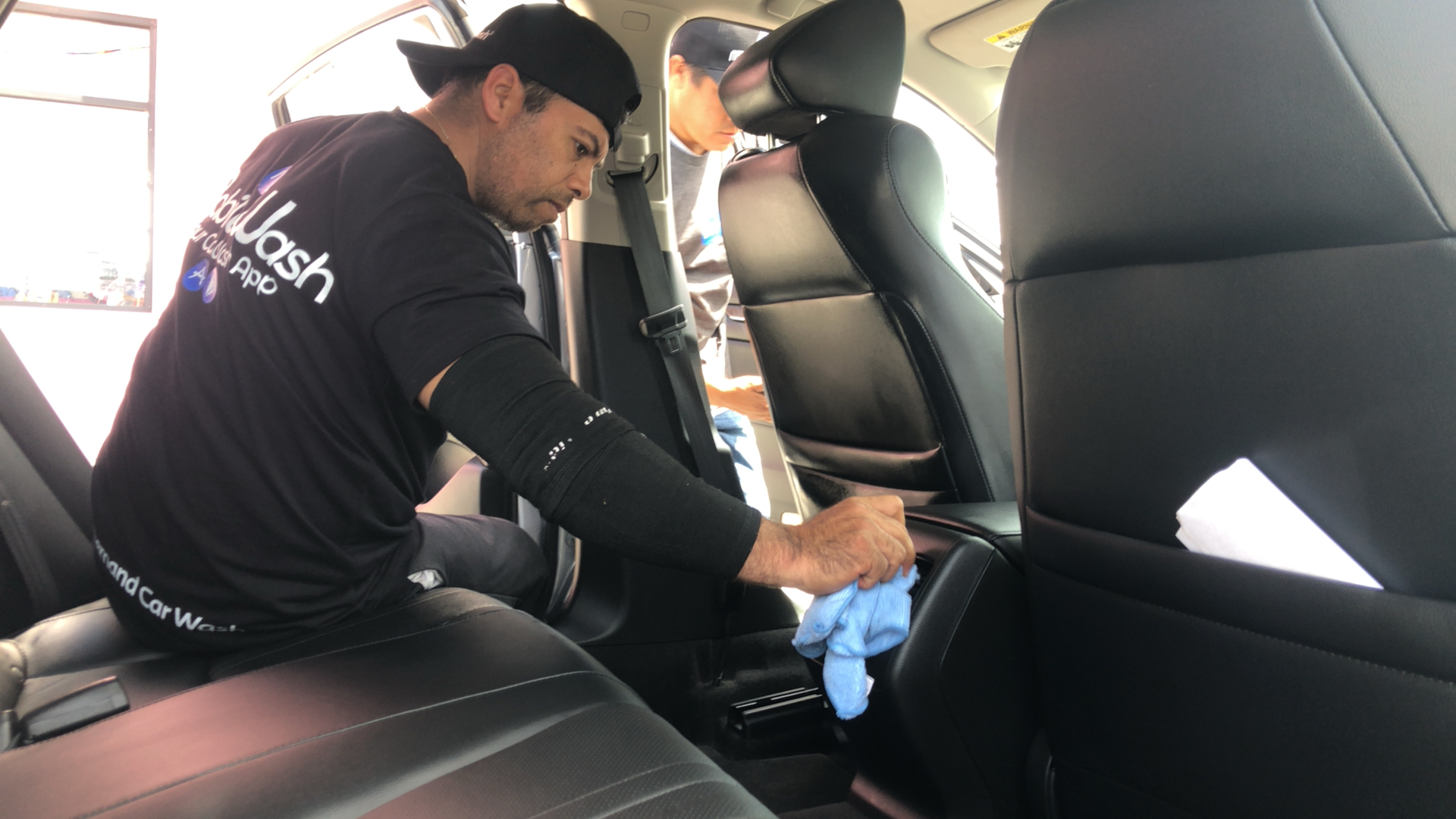
تمیزکردن درون یک خودرو

### نظافت داخلی اتومبیل
در برخی کارواش‌ها عملیات نظافت داخلی اتومبیل نیز به عنوان بخشی از مراحل شستشوی اتومبیل صورت می‌پذیرد. این نظافت شامل جمع‌آوری آلودگی‌ها، خرده ریزه‌های جامد در کف اتومبیل یا در لابه لای صندلی‌های خودرو می‌باشد. استفاده از دستگاه‌های نظافت تخصصی همانند تورنادوگان جاروبرقی صنعتی با امکان ایجاد مکش بالا، باعث می‌شود تا تمامی آلودگی‌های به دام افتاده در بخش‌های مختلف خودرو به راحتی جمع‌آوری شوند. همچنین در برخی کارواش‌های پیشرفته با کمک دستگاه‌های مبل شوی انواع لکه‌ها و آلودگی‌های چسبنده و قدیمی از روی صندلی‌ها پاک می‌گردد. در برخی کارواش‌های پیشرفته از دستگاه بخارشوی نیز به منظور شستشوی شیشه و پنجره‌های اتومبیل و داشبورد استفاده می‌شود.